# Sant Nazari de Vilalta
Sant Nazari de Vilalta és la capella de la masia de Vilalta o Vilalta de Rodors, del terme municipal de Moià, a la comarca del Moianès.
És una capella petita, d'una sola nau.